# 荒川彦太夫
荒川 彦太夫（あらかわ ひこだゆう、生没年不詳）は、江戸時代前期の槍術家。名は高吉。

## 経歴・人物
本間流槍術の本間勘解由左衛門の子本間次郎兵衛（外記）に学ぶ。福井藩に仕えた。